# Гальванопластика

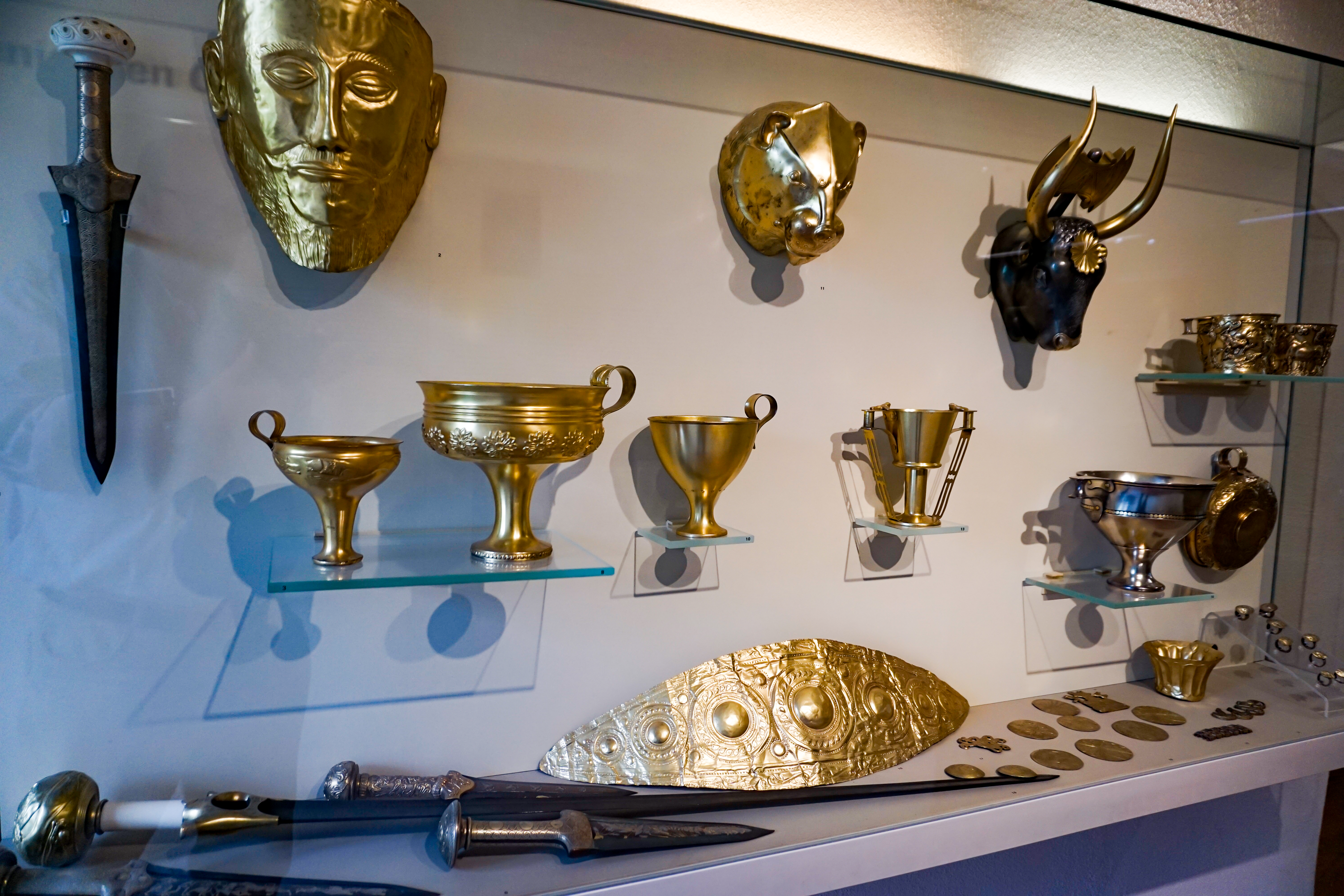
Изделия, созданные с помощью гальванопластики

Гальванопластика — формообразование из цветного металла при помощи осаждения его из раствора (расплава) под действием электрического тока на матрице. Один из разделов гальванотехники. Применяется для получения металлических копий предметов методами электролиза. Этот термин может использоваться и в качестве названия металлических предметов, полученных методом гальванопластики. Толщина металлических осадков, наносимых при гальванопластике, варьируется от 0,25 мм до 2 мм. Открыта русским химиком Б. С. Якоби в 1838 году.

## Применение
Гальванопластику используют в тех случаях, когда металлическая деталь имеет очень сложную форму и обычными способами (литьём или механической обработкой) её трудно или невозможно изготовить. Наибольшее распространение гальванопластика получила при изготовлении точных художественных копий небольших скульптур и ювелирных изделий; в технике — при производстве грампластинок, печатных валов, металлических изделий с микронными параметрами.
Несмотря на появление новых технологий, например: трёхмерного сканирования и трёхмерной печати, литья в эластичные формы и по выплавляемым моделям и тому подобных, гальванопластика продолжает оставаться наиболее востребованным методом получения точных металлических копий небольших художественных предметов и некоторых других типов изделий.

## Технология
Сначала делают слепок рельефного предмета из воска или другого пластичного материала. Поверхность копируемого изделия должна быть электропроводной. На модели из непроводящих материалов различными способами наносят проводящее покрытие. Чаще всего практикуются втирание графита в восковой подслой или химическое восстановление металлов на поверхности оригинала.
Затем слепок помещают в ванну с раствором электролита. Во время пропускания тока через раствор на слепке наращивается достаточно толстый слой металла, заполняющий все неровности слепка.
Особое значение для гальванопластики имеет процесс осаждения меди. Этот металл достаточно часто осаждается не только в качестве основного и единственного слоя металла, но и систематически используется в качестве промежуточного слоя при гальваническом никелировании, хромировании, серебрении, золочении и так далее. Более ограниченно в гальванопластике используется осаждение железа, олова, родия по серебру и других металлов или их сочетаний.
После прекращения электролиза слепок отделяют от слоя металла и в результате получают точную копию изделия. Копию от оригинала отделяют либо по специально наносимому барьерному слою, либо непосредственным удалением (расплавлением, химическим растворением) оригинала.